# Liste der orbitalen Raketenstarts (2024)

## Startliste
Januar – Februar – März – April – Mai – Juni – Juli – August – September – Oktober – November – Dezember
| 43D 43AF, 43AN 43AL 43B 43AM, 43AJ 43AE 43Z, 43AB                                |
| 43T, 43U, 43BA, 43BB                                                             |
| 43F, 43E, 43C 43AA 43AC 43AP, 43AR, 43AQ 43L, 43K 43AV, 43Y 43Q 43A, 43V, 43W, … |

| 149N, … 149BD 149CE 149CB, 149CH 149DL 149CA, 149CF, 149DM 149AR 149AN 149CJ, 149CG, … 149AG, 149AJ, 149AB 149CM, 149CP 149AE 149CD 149CC 149DK 149E, 149BG, … 149BR 149BN 149J |
| 149D, 149BT, … |
| 149CT |

Art / Zweck: Die Abkürzung „TE“ steht für „Technologieerprobung“, also das Testen neuer Satellitentechnik; die Symbole ◻ und ▫ kennzeichnen Cubesats bzw. PocketQubes. Siehe Satellitentypen für weitere Erläuterungen.

## Fehlschläge und Teilerfolge
1. ↑  Wegen zu geringem Triebwerksschub wurde wenige Sekunden nach dem Abheben die Selbstzerstörung der Rakete ausgelöst. (Bericht der Yomiuri Shinbun vom 13. März 2024, X-Nachricht von NVS, 25. August 2024)
2. ↑  Wegen einer Fehlfunktion der oberen Raketenstufe erreichten die beiden Satelliten nicht die geplante Transferbahn zum Mond. Sie konnten jedoch innerhalb eines halben Jahres mit eigenem Antrieb den geplanten Mondorbit anfliegen. (Spacenews-Artikel vom 20. August 2024, X-Nachricht von Andrew Jones)
3. ↑  Die erste Raketenstufe explodierte während des Flugs. (Yonhap-Meldung vom 27. Mai 2024)
4. 1 2  Die Auxiliary Power Unit (APU) der zweiten Raketenstufe schaltete sich bei der dritten Triebwerkszündung nach wenigen Sekunden wieder ab. Infolge dessen erreichte die Stufe nicht die geplanten Flugbahn für die letzten beiden auszusetzenden Nutzlasten, die Wiedereintrittskörper Nyx Bikini und SpaceCase SC-X01. Zudem schlug das aktive Deorbiting der Stufe fehl. Sie verblieb mit Bikini und SC-X01 im Orbit. (Spaceflight-Now-Bericht vom 9./10. Juli 2024; Tagesspiegel-Artikel vom 10. Juli 2024)
5. ↑  Fehlfunktion der vierten Raketenstufe. (Spacenews-Artikel vom 11. Juli 2024)
6. ↑  Aufgrund eines Sauerstofflecks versagte das Triebwerk der zweiten Raketenstufe kurz nach seiner zweiten Zündung. Die Starlink-Satelliten wurden in einen Orbit mit zu niedrigem Perigäum ausgesetzt und verglühten innerhalb von acht Tagen in der Atmosphäre. (SpaceX-Startbericht vom 12. Juli 2024; Space-Track-Satellitenkatalog)
7. ↑  Etwa 10 Sekunden vor Brennschluss der ersten Stufe fiel deren Schubvektorsteuerung aus. Die Stufentrennung gelang, jedoch geriet die zweite Stufe vom geplanten Kurs ab und wurde durch Einleitung ihrer Selbstzerstörung gesprengt. (Youtube-Video der Pressekonferenz von Space One nach dem Start)
8. ↑  Ein Stromversorgungskabel für die Schubvektorsteuerung der dritten Raketenstufe war anscheinend bei der Montage beschädigt worden und versagte während des Flugs. Die dritte Stufe kam daher vom Kurs ab und wurde durch Selbstzerstörung gesprengt. (CAS-Space-Meldung vom 23. Januar 2025)

## Weitere Anmerkungen
1. ↑  Der Behälter mit den Aschekapseln und weiteren Erinnerungsstücken ist fest an der Centaur-Raketenoberstufe montiert. Diese beschleunigte nach dem Aussetzen des Mondlanders in eine Fluchtbahn und damit in eine Umlaufbahn um die Sonne.
2. ↑  Der Raumschiffprototyp war fest an der oberen Raketenstufe montiert. (Orienspace-Pressemeldung vom 15. Januar 2024)
3. ↑  Der Satellit wurde von Tiazhou 7 nach dem Abkoppeln von der CSS ausgesetzt.
4. 1 2 3 4 5 6 7 8 9 10 11 12 13 14 15 16 17 18 19 20 21 22 23 24 25 26 27 28 29 30 31 32 33 34 35 36 37 38 39  
Der Start war erfolgreich, aber die ausgesetzten Nutzlasten wurden nicht identifiziert, beispielsweise weil Informationen vom Betreiber fehlen oder weil Satelliten auf ähnlichen Umlaufbahnen nicht unterschieden werden konnten.
5. ↑  
Dieser Kleinsatellit ist an dem Tianzhou-Raumfrachter angebracht. Nach dessen Abdocken von der CSS wird er in eine Umlaufbahn ausgesetzt und erhält eine COSPAR-ID.
6. 1 2 3 4 5 6 7 8 9 10 11 12 13 14 15 16 17  
Diese Kleinsatelliten wurden zunächst zur ISS gebracht. Wenn sie von dort aus ins All ausgesetzt wurden, erhalten sie eine COSPAR-ID, die von der ID der ISS (1998-067A) abgeleitet ist.
7. ↑  Die obere Raketenstufe verblieb unter dem Missionsname „Eros 1“ zur Erprobung als Experimentalplattform im Orbit.
8. ↑  Die übrigen 18 Satelliten verglühten in der Atmosphäre, bevor sie von der Weltraumüberwachung identifiziert werden konnten.
9. ↑  Die Urnenkapseln befinden sich neben anderen Nutzlasten an Bord des Satelliten „Troop F2“.